# 田村セツコ
田村 セツコ（たむら セツコ、1938年2月4日 - ）は、日本のイラストレーター、エッセイスト。
1950年代後半よりイラストレーターとして仕事を始め、1960年代には「りぼん」「なかよし」などで少女向けのおしゃれページを多数手がける。1970年代にはキャラクターグッズが人気を博し、また、『若草物語』や『赤毛のアン』などの名作物語のイラストも手がける。サンリオ発行の「いちご新聞」の連載エッセイは創刊の1975年から現在も続いている。

## 略歴
1938年、東京府東京市（現在の東京都）目黒区にて、警視庁警察官の長女として生まれる（妹2人、弟1人の4人きょうだい） 。1945年の終戦を疎開先の栃木県上都賀郡西方村（現・栃木市）で迎える。　
1953年、東京都立八潮高等学校に入学し、美術部に入部。1956年には松本かつぢに送った往復葉書が縁で弟子入りした。高校卒業後安田信託銀行に入社し秘書課で働くも、月に一度は松本宅に通い指導を受ける。同年8月、松本の紹介で「女学生の友」の読書投稿欄（銀の泉）にカットを描き、デビュー。1957年5月に安田信託銀行を退社した。松本の知人の紹介で、猪熊弦一郎のスタジオにて絵の基本も学んだ。
1958年、「少女クラブ」の小説挿絵を急病の画家の代わりに描く。これ以降挿絵の依頼が増えた。1960年には、「りぼん」におしゃれページ（「こんにちはおじょうさん」）の連載を開始。1963年、初の装幀本となる『あしながおじさん』が刊行された。1965年、「なかよし」にもおしゃれページ（「ボンジュールおじょうさん」）を連載開始。1967年、「小説ジュニア」（集英社）、「ジュニア文芸」（小学館）のユーモア小説向け挿絵、おしゃれページを多数手がける。1969年頃より、イラストを用いたグッズの販売が増加（以降、コクヨ、リリック、サンリオ、セイカノート、トンボ、クツワなど十数社より発売）。これらは、セツコグッズとも呼ばれた。
1971年、ギフト・ブックと呼ばれる詩画集『愛の花束』（サンリオ山梨シルクセンター出版部）刊行。（のち『幸福の花束』『風の花束』も刊行）1975年に「いちご新聞」（サンリオ）創刊。イラストエッセイの連載を開始し、現在も続く。
1979年ハウス食品の春のデザートキャンペーンに「HAPPYおばさん」が採用される。1982年、『おちゃめなふたご』シリーズ（ポプラ社）刊行。装幀と挿絵を担当した。以降、ポプラ社の名作絵本シリーズの装幀・挿絵を多数手がける。
1992年に個展を開催。これ以降、個展はほぼ毎年開催されている。2003年に「田村セツコ＆水森亜土展」（弥生美術館） 、2012年には「田村セツコ展」（弥生美術館）、2019年には「田村セツコのHAPPYがいっぱい！」（とちぎ蔵の街美術館）が開催される。2023年1月には弥生美術館にて「田村セツコ展 85歳、少女を描き続ける永遠の少女」、9月に東武百貨店池袋店にて「田村セツコ 85歳のHappy Surprise!出版記念 『田村セツコ おちゃめな世界展』」と精力的に開催している。

## 人物
- 少女時代の愛読書は「ジュニアそれいゆ」（中原淳一編集）だった。「ジュニアそれいゆ」休刊の年に「りぼん」のおしゃれぺーじ（こんにちはおじょうさん）の連載を開始[2]。
- 近年はコラージュ技法を用いた作品も数多く手がける[3]。
- 未婚[12]。60代後半の頃より自宅で母と妹を介護した経験がある[13]。

## 作品

### 漫画
- おしゃべりマンガ『となりのリブちゃん』（月刊プリンセス）国立国会図書館ホームページ
  - 『となりのリブちゃん』増補版・ちくま文庫（解説細馬宏通）、2025年4月。ISBN 978-4-480-44013-6

### 挿絵
- 『あしながおじさん 少年少女世界名作文学全集43』（1963年、小学館、原作：ジーン・ウェブスター、訳：厨川圭子） ※田村節子名義
- 『私の青春ノート』（1974年、ポプラ社、著：樋口恵子）ISBN 978-4876520077
- 『思い出は歌わない』（1974年12月、サンリオ出版、著：名木田恵子）
- 『ほしのぎんか』（1978年、世界文化社、原作：グリム兄弟、訳：薩摩忠）
- 『子どもおりょうり教室』（1978年8月、講談社、著：牧野哲大）
- 『おちゃめなふたご』シリーズ全6冊（ポプラ社・ポプラ社文庫、新版・ポプラポケット文庫、エニド・ブライトン、訳：佐伯紀美子）
- 『はりきりダレル』シリーズ（1987年 - 1991年、ポプラ社、訳：佐伯紀美子）
- 『想い出を売る店』（1985年、サンリオ、著：辻信太郎） - ミュージカル「MEMORY BOYS〜想い出を売る店〜」の原作ISBN 978-4387030157
  - 『想い出を売る店〈改訂版〉』（2003年10月）ISBN 978-4387030157
- 『ポプラ社 こども世界名作童話』シリーズ
  - 若草物語（1987年10月）ISBN 978-4591026021
  - ふしぎの国のアリス（1987年11月）ISBN 978-4591026083
  - アルプスの少女ハイジ（1987年12月）ISBN 978-4591026090
  - にんじん（1988年1月）ISBN 978-4591026151
  - あしながおじさん（1988年2月）
- 『おいそがしまじょ（おはなしらんど）』（世界文化社、著：喰始）. NCID BB25556461
- WEB絵本ザ・ストーリーゲート
  - 『泣いた赤鬼』
  - 『ジューンブライドを祝福するリンゴの花』
  - 『ショッピングカーちゃん』（※ 文・絵）
- 『ころじかる・むにゅ・ぱっ キュピリちゃんのラブコメ・ファンタジー』（1989年8月、講談社、著：名木田恵子）
- 『エンゼルのとんだ日』（1994年12月、明窓出版、著：麻里火砂子・北井あゆ）ISBN 978-4938660406
- 『妖精フローレンス』（2004年4月、サンリオ、著：辻信太郎）ISBN 978-4387031369
- 『おんなのこのめいさくたからばこ』（2006年10月、学研プラス、著：山本和子）
- 『小犬のカシタンカ』（2006年12月、新風舎、原作：アントン・チェーホフ、訳：難波平太郎）
- 『ぼくの不思議なこばとちゃん』（2006年12月、新風舎、著：ふじいまり）ISBN 978-4289013050
- 『心ときめく☆夢みる プリンセスの物語』（2013年7月、ナツメ社、著：立原えりか）ISBN 978-4816354649
- 『いつかきっとバレリーナ』（2014年10月、ひさかたチャイルド、著：石津ちひろ）ISBN 978-4865490145 ※ポップアップ絵本
- 『3にんのおひめさま』（2017年5月、学研プラス、著：間所ひさこ）ISBN 978-4052046032
- 『星のなる木』（2020年3月、星の環会、著：くすのきしげのり）ISBN 978-4892945984

### カバーイラスト
- 『赤毛のアン』シリーズ（ポプラ社）

### 著書
- 『愛の花束』（1971年、サンリオ出版）
- 『風の花束』（1977年9月、サンリオ）
- 『となりのリブちゃん』（1978年7月、立風書房）
- 『あした愛をください おしゃべりノート』（1978年、立風書房）
- 『少女時代によろしく』（2003年4月、河出書房新社）ISBN 978-4309727240
- 『ジェルソミーナ』（2003年、トムズボックス）
- 『恋の魔法』（2004年7月、ポプラ社）ISBN 978-4591082089 ※ポストカード集
- 『とりとめのない日々』（2008年、トムズボックス）
- 『田村セツコ HAPPYをつむぐイラストレーター』（2012年10月11日、河出書房新社、編：内田静枝）ISBN 978-4309727974
- 『すてきなおばあさんのスタイルブック』（2013年3月、WAVE出版）ISBN 978-4872906097
- 『おちゃめな老後』（2013年10月、WAVE出版）ISBN 978-4872906455
- 『おちゃめな生活 あなたの魔法力を磨く法』（2016年1月、河出書房新社）ISBN 978-4309024431
  - 『あなたの魔法力を磨く法 おちゃめな生活』（2020年1月、河出書房新社）ISBN 978-4309028545 ※増補新装版
- 『大橋鎭子さんが教えてくれた「ていねいな暮らし」』（2016年4月、洋泉社）ISBN 978-4800309181 ※坂東眞理子、こぐれひでこ、石黒智子らとの共作
- 『カワイイおばあさんの「ひらめきノート」』（2016年8月、洋泉社）ISBN 978-4800310132
- 『おしやれなおばあさんになる本』（2017年2月、興陽館）ISBN 978-4877232078
- 『孤独をたのしむ本 100のわたしの方法』（2018年5月、興陽館）ISBN 978-4877232269
- 『HAPPYおばさんのしあわせな暮らし方』（2019年11月、興陽館）ISBN 978-4877232450
- 『おちゃめ力宣言します！』（2020年5月、河出書房新社）ISBN 978-4309028842
- 『孤独ぎらいのひとり好き』（2020年8月、興陽館）ISBN 978-4877232603
- 『あなたにあえてよかった』（2022年3月、興陽館）ISBN 978-4877232856※A5版
- 『人生はごちそう』（2022年4月、あさ出版）ISBN 978-4866672267
- 『白髪の国のアリス 田村セツコ式 紙とえんぴつ 健康法』（2022年8月、集英社）ISBN 978-4087817188
- 『85歳のひとり暮らし ありあわせがたのしい工夫生活』（2023年2月、興陽館）ISBN 978-4877233051
- 『田村セツコ 85歳のHappy Surprise!』（2023年9月、小学館）ISBN 978-4099420314

### ギフト・ブック
- 『ひとりぽっち』（1970年、サンリオ山梨シルクセンター出版部）
- 『愛の花束』（1971年、サンリオ山梨シルクセンター出版部）. NCID BA89275498
- 『幸福の花束』（1975年、サンリオ山梨シルクセンター出版部）
- 『風の花束』（1977年、サンリオ山梨シルクセンター出版部）

## テレビ
- ライオンのいただきます（フジテレビ） - 準レギュラー
- 松平健・高将の名言（2017年7月23日、BSジャパン） - ゲスト
- あしたも晴れ!人生レシピ 私らしく輝いて（Eテレ）
- 二代目 和風総本家（2019年11月21日、テレビ東京）- 「歩いて発見！気になる東京学 山手線編」で原宿を紹介
- グレーテルのかまど 第611回 「田村セツコのドーナツ」（2023年9月18日、NHK Eテレ） - VTR出演[14]